# امیلی دیدریکسن
امیلی دیدریکسن (انگلیسی: Amalie Dideriksen؛ زادهٔ ۲۴ مهٔ ۱۹۹۶) دوچرخه‌سوار زن اهل دانمارک است.
از باشگاه‌هایی که در آن بازی کرده‌است می‌توان به بولز–دولمنز اشاره کرد.
وی در مسابقات کشوری و بین‌المللی در مجموع برندهٔ ۳ مدال طلا، ۲ مدال نقره، ۲ مدال برنز شده‌است.